# Хребты
Хребты — деревня в Печорском районе Псковской области России. Входит в состав сельского поселения «Лавровская волость».
Расположена в 11 км к востоку от волостного центра, деревни Лавры, и в 42 км к югу от райцентра, города Печоры.

## Население
Численность населения деревни по оценке на конец 2000 года составляла 7 жителей.
| 2001 | 2002 | 2010 |
| ---- | ---- | ---- |
| 7    | ↘6   | →6   |